# Soap – Trautes Heim
Soap – Trautes Heim (Alternativtitel: Die Ausgeflippten) ist eine US-amerikanische Comedy-Serie, die zwischen 1977 und 1981 in den USA vom Fernsehsender ABC ausgestrahlt wurde. Geschaffen wurde Soap von Susan Harris, die später auch den Ableger Benson und die sehr erfolgreichen Golden Girls produzierte. Es wurden in vier Staffeln insgesamt 91 Episoden à 23 Minuten gedreht. Die letzten 10 Episoden wurden in den USA als fünf 50-minütige Episoden ausgestrahlt, weshalb die Gesamtfolgenzahl manchmal mit 86 (statt 91) angegeben wird. 

## Inhalt
Soap ist eine Parodie auf die damals populären Seifenopern, die zuhauf im Vorabendprogramm liefen. Die Serie erzählt die Geschichte der beiden Schwestern Jessica Tate und Mary Campbell sowie ihrer Familien, Freunde und Hausangestellten und spielt in dem fiktiven Ort Dunn’s River, Connecticut. Die Charaktere sind überdreht und skurril, die Geschichten und die Handlung sind grotesk und äußerst witzig. Soap lässt kein Tabu, kein Klischee und keine Peinlichkeit aus. Es geht um Mord und die Mafia, um Sex, Homosexualität, Promiskuität und Impotenz, um Rassismus, Religion, Exorzismus und Politik, um Krankheit, Schizophrenie und abgrundtiefe Dummheit, und es geht um Entführungen durch Außerirdische. 
Die Folgen waren schnell geschnitten, es folgte Pointe auf Pointe und jede Folge begann mit einem „Was bisher geschah …“ und endete mit einem Cliffhanger. 
Am 20. April 1981 ging nach dem gewohnten Cliffhangerprinzip die vierte Staffel zu Ende.

## Ausstrahlung
Anfang der 80er-Jahre liefen 26 Folgen der Serie in Deutschland in einigen Dritten Programmen. Die gesamte Serie wurde zwischen 1988 und 1992 von Sat.1 und dem Kabelkanal unter dem Titel Die Ausgeflippten ausgestrahlt, wobei die 26 bereits gezeigten Folgen der ersten Staffel neu synchronisiert wurden.

## Synchronisation
Die Serie wurde zweimal synchronisiert. Die zweite Synchronfassung entstand bei der Rainer Brandt Filmproduktions GmbH in Berlin. Rainer Brandt schrieb die Dialogbücher und führte auch die Dialogregie.
| Rolle                | Schauspieler      | Synchronsprecher (1. Synchro)                          | Synchronsprecher (2. Synchro) |
| -------------------- | ----------------- | ------------------------------------------------------ | ----------------------------- |
| Erzähler             | Rod Roddy         | ?                                                      | Christian Olsen               |
| Jessica Tate         | Katherine Helmond | Renate Danz                                            | Monica Bielenstein            |
| Burt Campbell        | Richard Mulligan  | Klaus Schwarzkopf (1. Stimme) Hans Sievers (2. Stimme) | Rainer Brandt                 |
| Mary Campbell        | Cathryn Damon     | ?                                                      | Ursula Heyer                  |
| Benson               | Robert Guillaume  | ?                                                      | Kurt Goldstein                |
| Danny Dallas         | Ted Wass          | ?                                                      | Martin Keßler                 |
| Jodie Dallas         | Billy Crystal     | Gernot Endemann                                        | Martin Schmitz                |
| Chester Tate         | Robert Mandan     | Paul Edwin Roth (1. Stimme) Henry Kielmann (2. Stimme) | Jochen Schröder               |
| Eunice Tate          | Jennifer Salt     | ?                                                      | Vera Müller-Weidner           |
| Billy Tate           | Jimmy Baio        | ?                                                      | ?                             |
| Corinne Tate-Flotsky | Diana Canova      | ?                                                      | Judith Brandt                 |
| The Mayor            | Arthur Peterson   | ?                                                      | Arnold Marquis                |
| Chuck Campbell       | Jay Johnson       | ?                                                      | Santiago Ziesmer              |

## Auszeichnungen
Katherine Helmond wurde für ihre Rolle als Jessica Tate im Jahr 1981 mit dem Golden Globe Award ausgezeichnet. Richard Mulligan erhielt für die Rolle des Burt Campbell den Emmy als bester Schauspieler. Billy Crystal begann in Soap seine Karriere als Comedian, er spielte einen Homosexuellen, der sich nicht zwischen einer Geschlechtsumwandlung und einem Leben als Heterosexueller entscheiden kann.